# 隔離病房
在醫院和其他医疗机构中，隔离病房是用于隔离患有传染病（例如流行性感冒、埃博拉出血热）患者的单独病房。在隔离病房中，必须采取一些措施来减少疾病的传播。在一些医院，隔離病房位於单独的建筑物中。在某些情况下，特别是在发生重大疫情的地区，人們可以搭建临时隔离病房。